# Prosopocera ochracea
Prosopocera ochracea là một loài bọ cánh cứng trong họ Cerambycidae.